# Cici Paramida
Cici Paramida lub Cici Faramida, właśc. Hamidah Idham (ur. 7 września 1973 w Dżakarcie) – indonezyjska piosenkarka dangdut.
Jej siostra, Siti Rahmawati, to również piosenkarka.

## Życiorys
Wyrastała w rodzinie o tradycjach artystycznych. Swoją karierę rozpoczęła na pocz. lat 90. XX w. Początkowo wykonywała muzykę gambus i qasidah (muzykę islamską). Ostatecznie związała się z dangdutem.
Wypromowała przebój „Wulan Merindu”. W 1999 r. utwór ten przyniósł jej nagrodę AMI (Anugerah Musik Indonesia) w kategorii najlepsza solowa artystka dangdut. Jej dorobek obejmuje ponad 10 albumów muzycznych, w tym cztery religijne.

## Dyskografia
Albumy (wybór)
- RT 5 RW 3
- Candu Asmara
- Tak Terpisahkan
- Lha... Ini Baru Enak!
- Galau
- Wulan Merindu